# Naufrage du MV Nyerere
Le naufrage du MV Nyerere est un naufrage ayant eu lieu le 20 septembre 2018, dans la partie sud du lac Victoria en Tanzanie.

## Navire
Le MV Nyerere était un ferry qui assurait la liaison entre l'île d'Ukara et l'île Oukéréoué, situées dans le lac Victoria,.

## Déroulement des événements
Le naufrage a eu lieu le 20 septembre 2018, à quelques dizaines de mètres de l'île d'Ukara, où le MV Nyerere devait accoster. Le ferry, normalement conçu pour 101 passagers, était surchargé, transportant potentiellement plus de 300 passagers ainsi que des voitures et des sacs de maïs et de ciment.
Deux versions des événements circulent. La première dit que des passagers se sont déplacés vers l'avant du navire à l'approche du débarcadère, un mouvement qui pourrait avoir déséquilibré le bateau. La deuxième avance que la personne se trouvant à la barre, un subordonné sans expérience car le capitaine ne se trouvait pas à bord, distrait par son téléphone portable, a raté la manœuvre d'approche et, souhaitant se rattraper, a effectué une manœuvre brutale qui a fait chavirer le ferry.

## Enquête
Les enquêteurs pensent que la surcharge du ferry est la cause principale du drame,. Le capitaine du navire a été arrêté car les premiers éléments de l'enquête montrent qu'il n'était pas à bord et avait laissé la barre à un subordonné sans expérience. Des responsables de la société qui gérait la liaison devraient être également arrêtés au moins le temps de les interroger.

## Bilan
Au moins 218 personnes sont mortes. Quarante-et-une personnes ont survécu — dont l'ingénieur du bateau retrouvé vivant après avoir passé deux jours coincé dans un compartiment encore rempli d'air,. Le nombre de disparus est inconnu car le nombre exact de passagers n'est pas connu,. Le bilan est aussi lourd car peu de personnes savent nager dans cette région.

## Réactions
Le président tanzanien John Magufuli ordonne que « toutes les personnes impliquées dans la gestion du ferry » soient arrêtées et promet que « les responsables seront absolument punis ». Il décrète un deuil national de quatre jours,.
Le Premier ministre Kassim Majaliwa et les représentants des différentes confessions religieuses doivent inhumer les victimes non identifiées dans la matinée du 23 septembre.